# Ivo Štakula Kolendić
Ivo Štekula Kolendić, hrvatski vaterpolist, dvostruki osvajač srebrne medalje na Olimpijskim igrama u Helsinkiju 1952. i u Melbourneu 1956. godine.
Nastupao je za dubrovački Jug sve do 1950., kad je zbog političkih pritisaka i ucjena bio prisiljen prijeći u onda protežirani klub, splitski Mornar, koji je bio pod JNA. Razlog je bio taj što se otkrilo da je igrao za vaterpolsku reprezentaciju NDH. Čim se to doznalo, oduzelo mu se putovnicu a onda je ucijenjen da će ju dobiti natrag te na taj način natjecati se za reprezentaciju u inozemstvu samo ako prijeđe u Mornar.